# Sowietologia

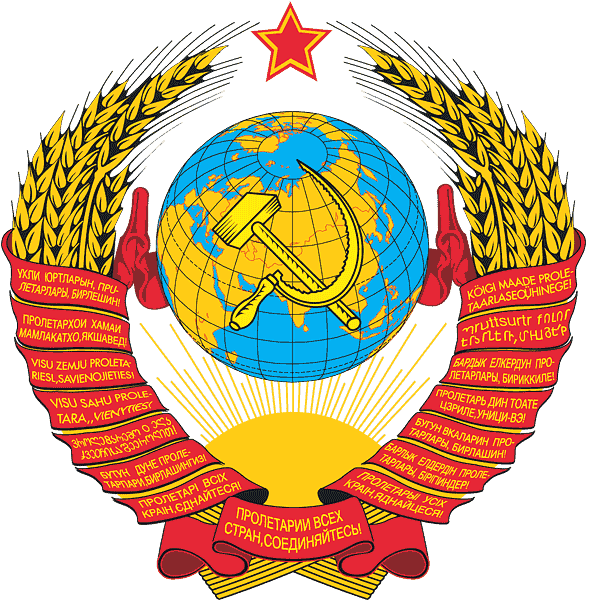

Sowietologia, kremlinologia – dział historii i politologii obejmujący całokształt wiedzy o ZSRR. W innych krajach stosuje się częściej termin kremlinologia (Kreml synonimem władzy), co podkreśla, że obiektem badań jest Rosja także po upadku ZSRR.
Multidyscyplinarna dziedzina nauki zajmująca się z definicji fenomenem Związku Sowieckiego (i jego państw satelitarnych), analizą powyższego fenomenu w kontekście socjologii, socjotechniki władzy, matematycznej teorii gier, teorii ekonomii i finansów etc. i analizą porównawczą – w odniesieniu do reguł przyjętych w świecie niekomunistycznym (z definicji – poza granicami Związku Radzieckiego – i jego satelitów), a także porównaniem pomiędzy poszczególnymi istniejącymi wówczas państwami bloku komunistycznego i ich specyfiką (lokalną i funkcjonalną).
Najważniejsze ośrodki sowietologiczne: Instytut Hoovera, Center for Strategic and International Studies(Stany Zjednoczone), Ośrodek Studiów Wschodnich (Polska).

## Historia
Protoplastami sowietologii są polscy i niemieccy badacze spraw sowieckich, jak Jan Kucharzewski, Stanisław Swianiewicz i Teodor Oberländer działający, również w formie instytucjonalnej, w latach 30. XX wieku. Po II w.ś. dołączył do nich dominikanin ojciec Józef Maria Bocheński kierownik Instytutu Europy Wschodniej (Osteuropa-Institut in Freiburg) we Fryburgu oraz redaktor czasopisma „Studies in Soviet Thought” i serii wydawniczej „Sovietica”.
W Stanach Zjednoczonych rolę tę pełni George Kennan i jego „długi telegram” z roku 1946. Dokument ten jest faktycznym początkiem zimnej wojny i podstawą nowej doktryny politycznej Stanów Zjednoczonych – doktryny powstrzymywania (ang. containment) – domyślnie – komunizmu, zwanej również doktryną Trumana. Rewizja polityki amerykańskiej wobec Europy i świata oznaczała definitywne odejście Stanów Zjednoczonych zarówno od doktryny izolacjonizmu, jak i koncepcji Roosevelta współrządzenia światem przez dyrektoriat wielkich mocarstw (Stany Zjednoczone, ZSRR, Wielka Brytania, Chiny), z których najważniejszymi byłyby USA i ZSRR.
Powstanie w wyniku II wojny światowej i powojennej polityki sowieckiej dwubiegunowego systemu światowego z ośrodkami decyzyjnymi w Moskwie i Waszyngtonie wywołało w efekcie redefinicję strategii amerykańskiej i określenie ZSRR jako jedynego długofalowego przeciwnika Stanów Zjednoczonych – przeciwnika głównego, strategicznego, a zarazem ideologicznego. Stwierdzenie to było z kolei podstawą stworzenia w Stanach Zjednoczonych ośrodków systematycznej analizy ZSRR – rozkwitu dyscypliny sowietologii w klasycznym znaczeniu tej definicji.
Ponieważ czynna cenzura i pełna blokada informacyjna (por. George Orwell – 1984, Victor Klemperer – LTI) jest jedną z kluczowych cech systemu totalitarnego, analizie poddawano niejednokrotnie dwu- i trzeciorzędne przesłanki merytoryczne (zwłaszcza w praktyce politycznej).
W konsekwencji powierzchowności i pośpieszności analizy, błędy analityków amerykańskich związanych z administracjami Kennedy’ego i Johnsona, w tym zwłaszcza utożsamienie Vietcongu z komunistycznymi Chinami (wbrew faktom i historii Chin, i Wietnamu) były jedną z głównych przyczyn klęski Stanów Zjednoczonych w wojnie w Wietnamie.
Jednocześnie podstawowa teza Kennana, iż system sowiecki jest zdeterminowany koniecznością militarnego lub politycznego opanowania otoczenia – krajów niekomunistycznych, w przeciwnym wypadku nie wytrzyma ich konkurencji na żadnym polu (poza militarnym), w dłuższej perspektywie znalazła potwierdzenie w wydarzeniach końca lat osiemdziesiątych XX wieku.
Po realizacji przez administrację amerykańską i Kongres doktryny Reagana i narzuceniu ZSRR od roku 1981 technologicznego wyścigu zbrojeń (połączonego z czynnym wspieraniem przez USA opozycji antykomunistycznej (Polska, Afganistan, Nikaragua)) nastąpiło najpierw zahamowanie ekspansji zewnętrznej ZSRR w krajach Trzeciego Świata, a następnie po próbach zreformowania systemu przez Gorbaczowa rozbicie wewnętrznej spójności systemu władzy totalitarnej i podważenie dotychczasowej legitymizacji władzy partii komunistycznych i mechanizmu policyjnej represji i kontroli stanowiących istotę systemu dyktatury proletariatu.
Delegitymizacja władzy nastąpiła zarówno w krajach satelickich ZSRR, gdzie rządy komunistów zostały narzucone po II wojnie światowej siłą z zewnątrz – przez Armię Czerwoną i działające w jej cieniu NKWD, jak i w samym ZSRR, gdzie dyktatura komunistyczna została ustanowiona po przejęciu siłą władzy w Rosji przez bolszewików w drodze zbrojnego przewrotu (1917) i wojny domowej (1918–1921).
Konsekwencją był rozpoczęty klęską PZPR w wyborach 4 czerwca 1989 rozkład pasa państw satelickich ZSRR w Europie – „Jesień Ludów 1989” (zburzenie Muru Berlińskiego, rewolucja w Czechosłowacji i w Rumunii – zakończona egzekucją Nicolae Ceaușescu), a następnie rozpad samego ZSRR na państwa narodowe po nieudanym wojskowym zamachu stanu (pucz moskiewski w 1991). Oba te procesy zakończyły istnienie dwubiegunowego systemu w skali światowej, powstałego w 1945 i potwierdzają słuszność analizy George’a Kennana z roku 1946.
Henry Kissinger napisał w roku 1994, podsumowując w swej monografii Dyplomacja epokę zimnej wojny: 

Bez względu jak dalece pojednawczą politykę prowadziłby Zachód, system radziecki zawsze potrzebował wroga zewnętrznego, aby uzasadnić cierpienia, na jakie skazywano społeczeństwo i aby utrzymać wojsko i aparat bezpieczeństwa, na którym wspierała się władza komunistów. Kiedy efekt presji Zachodu sięgnął szczytu w czasach Reagana, XXVII Zjazd Partii zmienił oficjalną doktrynę współistnienia na doktrynę współzależności, pozbawiając się tym samym moralnych podstaw do represji wewnątrz kraju. Wtedy stało się jak przewidywał Kennan: Związek Radziecki, którego obywatele znali tylko dyscyplinę i nie dorośli do sztuki kompromisu i ugodowości, w ciągu jednego dnia zamienił się z jednego z najsilniejszych w „jedno z najsłabszych i najbardziej godnych litości społeczeństw”.

Po upadku ZSRR i europejskiego systemu państw komunistycznych (w tym niezależnej od ZSRR Jugosławii i Albanii) naturalną kontynuacją badań sowietologicznych jest analiza geopolitycznej przestrzeni postkomunistycznej i postsowieckiej jako spuścizny systemu sowieckiego (w skali lokalnej i globalnej) i badanie konsekwencji tego dziedzictwa dla współczesności, specyfiki i perspektyw zarówno krajów postkomunistycznych i postsowieckich, jak i funkcji obszaru postkomunistycznego dla całego systemu światowego (w wymiarze politologicznym, gospodarczym i socjologicznym).